# Saint Paul Charlestown
Saint Paul Charlestown är en parish i Saint Kitts och Nevis. Den ligger i den sydöstra delen av landet, 22 km sydost om huvudstaden Basseterre. Antalet invånare är 1 538. Arean är 4,0 kvadratkilometer. Saint Paul Charlestown ligger på ön Nevis.

Följande samhällen finns i Saint Paul Charlestown:
- Charlestown